# 浜松ホトニクス
浜松ホトニクス（はままつホトニクス、英: Hamamatsu Photonics K.K.）は、静岡県浜松市中央区に本社を置く光関連の電子部品や電子機器を製造・販売する企業。

## 概要
1953年9月29日に「浜松テレビ株式会社」として創業。半導体レーザー、フォトダイオード、光電子増倍管、X線管、分析用光源など光関連で高い技術力を持つ。光電子増倍管で世界シェア約90%。医学、情報、スポーツ生理学までも手がける研究開発型企業。1996年に東証二部、続いて1998年に東証一部上場。同社は日本取引所グループと日本経済新聞が「財務や経営が優秀な上場企業の上位400社」として選定しインデックス化するJPX日経インデックス400の構成銘柄に採用されている。2017年8月18日より国際連合が提唱する「国連グローバル・コンパクト」に参加企業として登録された。
晝馬輝夫会長が提唱する企業理念は「人類未知未踏」。つまり人類がまだ誰も挑んだことのない領域への挑戦。浜松ホトニクスの目標は、次の日本を引っ張る「光産業の創出」。

## 歴史
浜松の地は、高柳健次郎によって、イの字を表示した世界初のテレビ開発の地として知られる。同社は、高柳健次郎に教えを受けた堀内平八郎によって創業。テレビ関連の真空管及びCRT製造から始める。光電子増倍管を始めとした特殊光学機材で高い技術を保持。その後、半導体関連の設備増強によって、半導体レーザーやホトダイオードなどの開発も行っている。

## 主要製品
主要製品は、各種デバイスに相当する製品である。製品を組み合わせたインテグレーションも実施している。
- 光電子増倍管
- 基準光源ランプ
- イメージセンサ
- X線関連製品（X線源、シンチレータ製品、カメラ等）
- ステルスダイシング
- 半導体受光素子（フォトダイオード、フォトIC、イメージセンサ等）
- 半導体発光素子（LED等）
- 各種半導体レーザ
- カメラ（産業用、科学計測用、医療用等）
- 産業用装置（半導体故障解析、材料評価）
- 医療分野製品（組織観察、瞳孔反応、創薬スクリーニング等）
- 分光器

他　各種応用製品、PET関連、レーザー核融合研究等

## 主要製品の基礎と特徴
主要製品は特殊光学機材のため、ほとんどが特注品となる。また、特殊製品に用いる高付加価値技術のために、基礎研究に力を入れている。

## 研究分野での実績

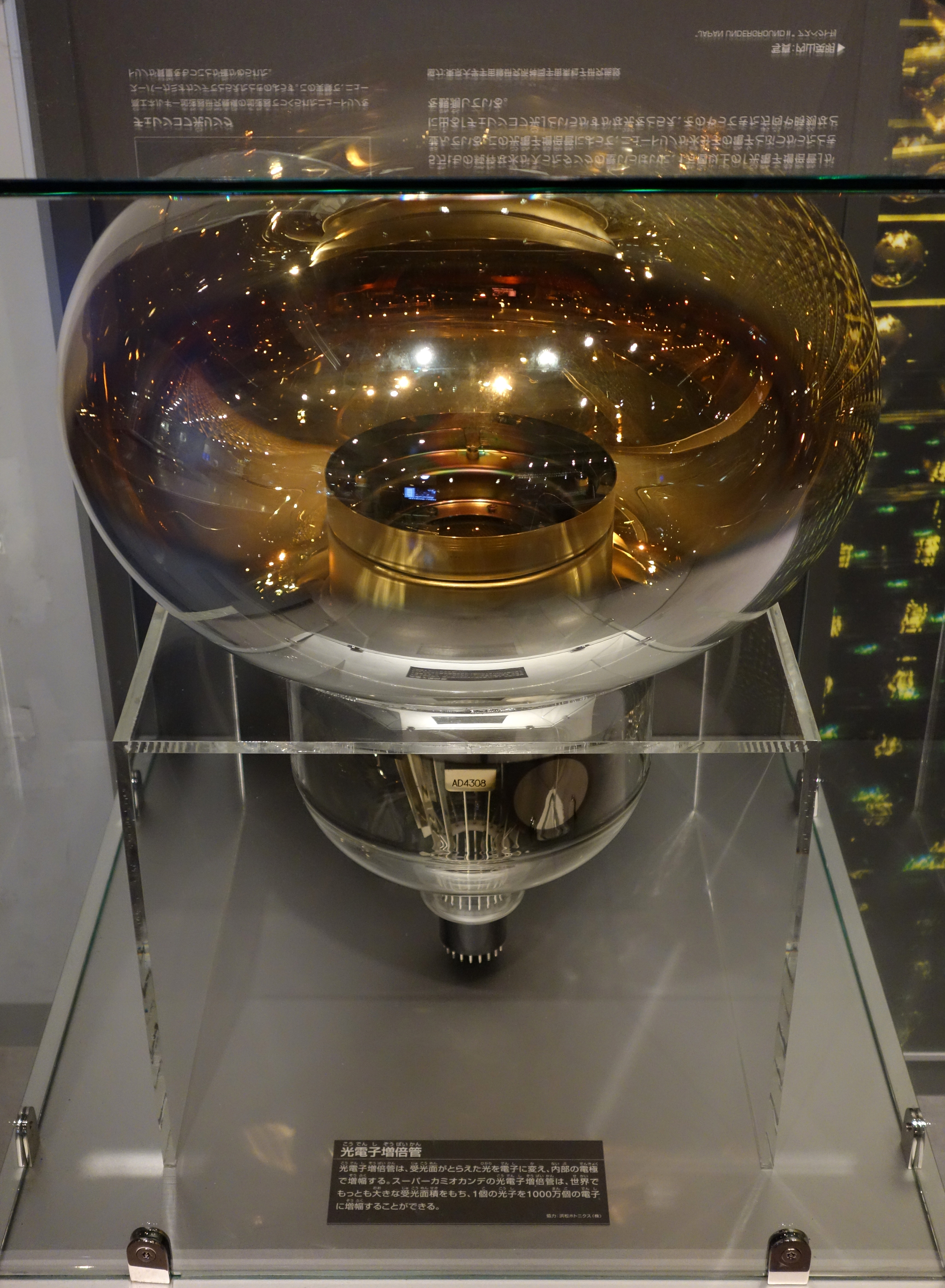
スーパーカミオカンデに設置されている浜松ホトニクス製の光電子増倍管（国立科学博物館の展示）

2002年に小柴昌俊がノーベル物理学賞を受賞したが、これは浜松ホトニクス製の20インチ光電子増倍管が大量に設置されたカミオカンデでニュートリノを観測した功績によるものである。そのため、浜松ホトニクス製の光電子増倍管そのものも2014年10月16日にIEEEマイルストーンに認定された。
続くスーパーカミオカンデでも、同タイプの光電子増倍管が研究に用いられ、2015年の梶田隆章のノーベル物理学賞受賞にも寄与した。
2013年のフランソワ・アングレール、ピーター・ヒッグス両教授のノーベル物理学賞受賞は、CERN（欧州原子核研究機構）のLHCプロジェクトによる、ヒッグス粒子の存在確定があった。そのセンサ部分には、同社製のSSD（シリコン・ストライプ・ディテクタ）、APD（アバランシェ・フォトダイオード）、光電子増倍管が用いられている。
2010年、小惑星「イトカワ」の観測を終え戻ってきた、小惑星探査機「はやぶさ」にも同社が開発・製造したInGaAsイメージセンサとCCDイメージセンサが搭載された。
すばる望遠鏡では、最適光学系（世界最高感度を誇るCCDエリアイメージセンサ）の開発を行い、高い解像度と分解能を兼ね備えた観測補助装置の開発なども実施した。他にも、鉛ガラスやマイクロチャンネルプレートを搭載した超高感度ガンマーカメラを開発し、運動生理機能を解明するなどの研究開発等を実施している。
なお、サイクロトロンなどは開発していないため、PET全体を開発している訳ではない。PET技術の心臓部となる、センサーや周辺ソフトウエアや臨床応用技術について、学術機関や医療法人と連携して、研究開発を実施している。

## 拠点
- 本社事務所 - 静岡県浜松市中央区砂山町

### 生産拠点
- 本社工場 - 静岡県浜松市中央区市野町
- 三家工場 - 静岡県磐田市三家
- 新貝工場 - 静岡県浜松市中央区新貝町
- 豊岡製作所 - 静岡県磐田市下神増
- 天王製作所 - 静岡県浜松市中央区天王町
- 常光製作所 - 静岡県浜松市中央区常光町
- 都田製作所 - 静岡県浜松市浜名区新都田

### 研究所
- 中央研究所 - 静岡県浜松市浜名区平口
- 筑波研究所 - 茨城県つくば市東光台
- 産業開発研究所 - 静岡県浜松市中央区呉松町

### 営業所
- 仙台営業所 - 宮城県仙台市青葉区中央
- 東京営業所 - 東京都港区千代田区大手町
- 筑波営業所 - 茨城県つくば市研究学園
- 中部営業所 - 静岡県浜松市中央区砂山町
- 大阪営業所 - 大阪府大阪市中央区安土町
- 西日本営業所 - 福岡県福岡市博多区博多駅東

## 関連法人

### 国内
- （株）光素 - 静岡県磐田市
- 高丘電子（株） - 静岡県浜松市中央区
- 浜松電子プレス（株） - 静岡県磐田市
- （株）磐田グランドホテル - 静岡県磐田市
- 浜松光電（株） - 静岡県磐田市
- 長窯（株） - 長野県長野市
- 光産業創成大学院大学 - 静岡県浜松市中央区
- ホトニクス・グループ健康保険組合 - 静岡県浜松市中央区

### 海外
- ホトニクス・マネージメント・コーポ - アメリカニュージャージー州
- ハママツ・コーポレーション - アメリカニュージャージー州
- エナジェティック・テクノロジー・インク - アメリカマサチューセッツ州
- ハママツ/クィーンズ・PET・イメージング・センター - アメリカハワイ州
- ハママツ・ホトニクス・ヨーロッパ・ゲー・エム・ベー・ハー - ドイツヘルシンク市
- ハママツ・ホトニクス・ドイチュラント・ゲー・エム・ベー・ハー - ドイツヘルシンク市
- ハママツ・ホトニクス・フランス・エス・ア・エール・エル - フランスマッシー市
- ハママツ・ホトニクス・イタリア・エス・アール・エル - イタリアアレーゼ市
- ハママツ・ホトニクス・ユーケイリミテッド - イギリスハートフォードシャー
- ハママツ・ホトニクス・ノルデン・エイ・ビー - スウェーデンシスタ市
- 浜松光子学商貿（中国）有限公司 - 中国北京市
- 北京浜松光子技術股份有限公司 -中国北京市
- 浜松光子学科学儀器（北京）有限公司 - 中国北京市
- 台湾浜松光子学有限公司 - 台湾新竹市
- 浜松光子医療科技（廊坊）有限公司 - 中国河北省廊坊市
- ハママツ・ホトニクス・コリア - 韓国ソウル市

## 代理店

### 上場している代理店
販売はエンドユーザへの直販体制であり、一部商品を除き代理店は持たない。
- 明治電機工業[3]
- ミタチ産業[3]
- スズデン[3]
- アバールデータ[3]
- コスモ・バイオ[3]

## スポンサー活動

### 協賛
- ジュビロ磐田（オフィシャルスポンサー）
- 浜松フィルハーモニー管弦楽団協会（スポンサー）

## テレビ番組
- 日経スペシャル カンブリア宮殿 "ノーベル賞"御用達！光の技術を極める超絶企業（2013年12月12日、テレビ東京）[1]

## 書籍

### 関連書籍
- 『「できない」と言わずにやってみろ！ 人類には「知らないこと」「できないこと」がいっぱいある』（著者:晝馬輝夫）（2003年2月28日、イースト・プレス）ISBN 9784872573268

## その他
浜松市内に設置されている、光産業創成大学院大学の運営を行う。光産業創成大学院大学を通じて、ベンチャー企業家の育成や支援なども実施している。また、上記にもあるように、小柴昌俊がノーベル物理学賞を受賞後に設立した、平成基礎科学財団の運営にも関わる。財団法人光医学財団の臨床医療部門を通じて、医学系の研究開発も実施。市内に所在する、各学術機関との連携によって、高度な研究開発事業を行う。
2014年10月15日に前述の素粒子ニュートリノ観測し、小柴昌俊のノーベル物理学賞に貢献した大型の光電子増倍管がIEEEマイルストーンに認定された。
2013年6月11日国立大学法人静岡大学（静岡市駿河区）、国立大学法人浜松医科大学（浜松市中央区）、学校法人光産業創成大学院大学（浜松市中央区）との間で、浜松を光の尖端都市にするための浜松光宣言に調印した。この宣言は、4者の連携により光の可能性を追求する事を目的とする。
2017年10月11日、日亜化学工業株式会社と両社の光技術をはじめとした独自技術を活かした広範囲な協業体制を築くことで基本合意をした。
同年、晝馬輝夫名誉会長が第16回渋沢栄一賞を受賞。